# Karl Axel Pehrson
Karl Axel Ingemar Pehrson, född 30 oktober 1921 i Örebro, död 10 augusti 2005 i Danderyd, var en svensk målare, grafiker och skulptör.
Karl Axel Pehrson växte upp i Örebro och var son till direktören Carl Arvid Pehrsson och Emma Larsson och från 1943 gift med Karin Birgit Nilsson samt bror till Karl-Gustaf Pehrson. Sven Hemmel var hans teckningslärare i skolan under studieåren i Örebro. Pehrson studerade därefter vid Berggrens målarskola i Stockholm 1937 och vid Otte Skölds målarskola 1938–1940 samt för Fritiof Schüldt, Sven Erixson och Otte Sköld vid Konsthögskolan i Stockholm 1940–1946. Han tillhörde 1947 års män och deltog med dem i utställningen Ung konst på Färg och Form 1947. Han hade sin första separatutställning 1954 på Galleri Blanche i Stockholm
I slutet av 1940-talet framträdde han med ett renodlat nonfigurativt men rörelsefyllt måleri, där färgplan och linjer skär in i och över varandra. I denna stil utförde han bl. a. väggmålningar i Astras kontorshus och mäss i Södertälje 1955 och 1956, den senare tillsammans med 1947 års män. Under 1970-talet återvände han till sin ungdoms motivkrets, skalbaggar. Med djup biologisk insikt och med skapande fantasi formade han nya insekter i lackerat trä och målad plast och gav dem trovärdiga latinska namn.
Utöver målningar, tidigare konkreta och senare oftast fantasilandskap, har Karl Axel Pehrson formgivit mönster för tryckta tyger, bland annat 1954 Delfinsk rörelse som ingick i Astrid Sampes Signerad textil. Han har också formgivit det svenska filmpriset Guldbaggen 1964, en emaljerad och förgylld kopparskalbagge. Pehrson installerades 1987 som hedersledamot vid Södermanlands-Nerikes nation. Han är begravd på Danderyds kyrkogård.

## Offentliga verk i urval
- Takmålning i Halmstads nya Folkets Hus teater (1954), tillsammans med Pierre Olofsson
- Tempererad stigning (1954), väggmåling i entrén till AB Astras huvudkontor i Södertälje https://www.flickr.com/photos/lansmuseum/sets/72157635156604318/
- Stucco lustro-målning i Astras matsal i Södertälje (1955, tillsammans med Olle Bonniér, Lage Lindell, Pierre Olofsson och Lennart Rodhe
- Springvända (1957–1958), väggmålning i Svenska Handelsbankens kontor i Hötorgscity i Stockholm
- Strandens håvor (1958–1959), väggmålning i nya posthallen i Örebro
- Djur som inte finns (1967–1968), utsmyckning av Gärdets tunnelbanestation i Stockholm (1967), fantasiskalbaggar i montrar
- Utsmyckning på Sturups flygplats (1972), målning, skalbaggemonter samt två skulpturer.

Karl Axel Pehrson är representerad vid bland annat Nationalmuseum  och Moderna museet  i Stockholm samt Göteborgs konstmuseum, Norrköpings konstmuseum, Örebro läns museum , Kalmar konstmuseum. och Örebro läns landsting